# ポートエレン蒸留所
ポートエレン蒸留所（ポートエレンじょうりゅうじょ、英語: Port Ellen distillery）はスコットランドのアイラ島にあるスコッチ・ウイスキーの蒸留所である。ウイスキー不況のあおりを受けて1983年に閉鎖されたが、閉鎖後に人気が高まったことで2024年3月に再稼働した。

## 沿革
ポートエレン蒸留所は1825年にA.K.Mackay&Co.によって設立された。ポートエレンはアイラ島の港町で、その名はアイラ島の領主であったフレデリック・キャンベルの妻エレノアに由来する。同社は翌1826年に解散したが、アレクサンダー・マッカイがそのまま操業を継続した。マッカイによる蒸留所経営は上手くいかず、1836年にジョン・ラムゼイに譲渡され、1920年までラムゼイ家による経営が続いた。1920年にはPort Ellen Distillery Co. Ltdの経営となり、1927年には ディスティラーズ・カンパニー（ディアジオの前身）の傘下となった。しかし世界恐慌とアメリカ合衆国における禁酒法の余波を受けて1930年に蒸留所は閉鎖される。ヒュームおよびモスはこの時のポートエレン閉鎖の理由として、民衆の嗜好がピート香の強いウイスキーから柔らかなスペイサイドを好むように変化したためだと述べている。なお閉鎖中も製麦施設と熟成庫は利用されていた。1967年には元々2基だったポットスチルを4基へと増設したうえで稼働を再開したが、1970年代のウイスキー需要の世界的な低迷を受けて1983年には再び蒸留所は稼働を停止し、その稼働期間はわずか16年となった。
1973年にはディアジオ傘下の蒸留所に麦芽を供給するために大型のドラム式製麦器を導入し、蒸留設備の多くはこの時点に取り壊された。これ以降、モルトスター（製麦業者）としてアイラ島の複数の蒸留所に麦芽を供給するようになった。1983年に蒸留所としては完全に閉鎖し、1992年にはウイスキーの製造免許も失効した。
2017年10月9日、ディアジオは3,500万ポンドを投じて、ポートエレン及び1983年に閉鎖されたサザランドのブローラ蒸留所を2020年に再開する計画を明らかにした。2019年5月8日には、蒸留所復興計画を公表し、新しいポットスチルハウスを建設すると表明した。ディアジオによれば、新しいスチルは当時の記録やアイラ島の別の事業所に移っていた従業員の協力の元、可能な限り往時のものを忠実に再現しているという。蒸溜所の建設は、キルホーマン蒸溜所、ラガヴーリン蒸留所、カリラ蒸溜所で役職を歴任したアイラ島在住のアレクサンダー・マクドナルドの指揮で行われた。2024年3月29日、閉鎖以来40年ぶりのリニューアルオープンを果たした。再開には1億8,500万ポンドが費やされた。

## 製麦設備
ポートエレンモルティングスの製麦設備は1973年導入のドラム式製麦器が7基ある。一度の製麦でおよそ50トンを仕込み、年間でおよそ2万7000トンの麦芽をつくる。ドラム式製麦器で大麦を発芽させたのち、キルンへと移動しピートを焚くことでピーテッド麦芽をつくる。設備の都合上、ポートエレン麦芽のフェノール値の最大値は65ppmである。

## 製品
閉鎖後は2000年から2017年にかけてディアジオの「スペシャルリリース」シリーズとして毎年発売されてきた。2020年には1979年蒸留の40年熟成のボトルが発売され、その価格は1万ポンドを超えたという。
2022年には希少な1979年樽ウイスキーがサザビーズによってオークションにかけられ、875,000ポンドで落札された。イニ・アーキボンとのコラボ商品で、作品はムラーノのガラスを使用した一点ものの彫刻作品である。落札価格の5%が国際ケア機構のウクライナでの活動に寄附されるという。

## 評価
土屋守はポートエレンを「カルト的人気を誇るアイラの幻のウイスキー」と評している。また、「ヘブリディーズの女王」と称され、特に1979年ヴィンテージの原酒は高い評価を得ている。
評論家のマイケル・ジャクソンはポートエレンのハウススタイルを「オイリー、胡椒のよう、塩っぽい、スモーキー、ハーブのよう。魚の燻製を食べながら」と評している。評論家の土屋守はポートエレンの味わいを「ドライでピーティで、刺すような独特の風味」と評している。また、ディアジオスペシャルリリースのポートエレン37年を下記のようにテイスティングしている。